# Bettancourt-la-Ferrée
Bettancourt-la-Ferrée là một xã thuộc tỉnh Haute-Marne trong vùng Grand Est đông bắc nước Pháp. Xã này nằm ở khu vực có độ cao trung bình 159 mét trên mực nước biển.